# Сафедсанг
Сафедсанг (тадж. Сафедсанг) — село в Дангаринском районе Хатлонской области Республики Таджикистан. Административно относится к джамоату (сельской общине) Лохур Дангаринского района.
Находится на расстоянии 23 км от райцентра (пгт. Дангара) и 4 км от джамоатного центра (с. Таджмахал).
Население — 888 чел. (2017).